# Cardiff and Ogmore Railway
Die Cardiff and Ogmore Railway war eine britische Eisenbahngesellschaft in Südwales. 
Die Gesellschaft erhielt am 21. Juli 1873 die Erlaubnis zum Bau einer 13 Kilometer langen Bahnstrecke von Llanharan zur Strecke der Ogmore Valley Railways bei Lewistown. Die ausschließlich dem Gütertransport dienende Strecke wurde am 2. Oktober 1876 in Betrieb genommen. Bereits im Juni 1875 hatte man die Betriebsführung mit der Great Western Railway vereinbart.
Die Gesellschaft wurde vor Inbetriebnahme der Strecke am 1. Juli 1876 durch die Llynvi and Ogmore Railway übernommen. 